# Malattia di Aujeszky
La malattia di Aujeszky, detta anche morbo di Aujesky o pseudorabbia, è una malattia virale del suino causata da un Varicellovirus (Herpesvirus suino 1).

## Storia
La malattia è stata osservata per la prima volta nel 1813 nel bestiame allevato negli Stati Uniti, e descritta nella letteratura scientifica per la prima volta nel 1902 dal veterinario ungherese Aladár Aujeszky . Gli animali colpiti manifestavano un prurito estremo e andavano incontro a morte, di conseguenza la malattia venne definita con il termine mad-itch, ossia prurito furioso. Il nome di quot, ovvero "Pseudorabbia", venne utilizzato in Svizzera per la prima volta nel 1849 poiché i segni clinici manifestatesi nel bestiame erano molto simili a quelli della rabbia.

## Epidemiologia
Oltre ai suini, il virus colpisce anche altri mammiferi (bovini, ovini, cani, gatti, volpi, lupi) e in queste specie può provocare una encefalomielite .

## Eziologia
Nel 1902 Aujeszky stabilì come di origine non batterica l'agente eziologico e nel 1910 Schmiedhofer confermò con esperimenti di filtrazione che l'agente era di tipo virale. Nel 1934 Sabin e Wrigth identificarono il virus responsabile come un Herpesvirus immunologicamente collegato ad Herpes simplex e ad Herpes B virus.
Prima del 1960 la malattia acquistò una certa importanza nell'est Europa mentre negli Stati Uniti non fu considerata economicamente rilevante. Successivamente, la Pseudorabbia emerse come importante patologia negli Stati Uniti e nella maggior parte delle aree del mondo dove i suini erano allevati. Sono state postulate diverse eventualità per cui si è notato questo netto aumento della prevalenza di tale patologia.
Prima di tutto potrebbero essere emersi dei ceppi più virulenti. Un secondo motivo potrebbe riguardare il declino del colera suino e lo sviluppo di efficaci vaccini verso quest'ultimo e test diagnostici specifici. Prima dello sviluppo della tecnica degli anticorpi fluorescenti, casi di Pseudorabbia potrebbero essere stati confusi con casi di colera suino. Il siero iperimmune suino è stato spesso utilizzato insieme con virus di colera suino virulento come facente parte del regime vaccinale. Shope nel 1935 dimostrò che la maggior parte del siero conteneva sia anticorpi virali della Pseudorabbia che del colera suino, i quali procuravano immunità passiva ad entrambe le patologie. Il terzo motivo riguarda il drammatico cambiamento nel management dei suini durante gli ultimi 30 anni e l'avvento di un sistema di reclusione totale con un ampio numero di animali e il continuo inserimento della prole hanno creato un ambiente che facilita il mantenimento e la diffusione di un virus all'interno dell'allevamento. 
La malattia di Aujeszky può assumere connotazioni diverse in funzione dell'età; infatti nei giovani non è infrequente il riscontro di encefalite acuta, di polmonite negli adulti e di ipofertilità ed aborto nei riproduttori. Il virus può colpire anche molti altri mammiferi domestici e non, (volpe, furetto, cane, mangusta, etc.) determinano costantemente una encefalite acuta ad esito infausto nell'arco delle 48 ore dopo dalla comparsa dei primi sintomi (2). La malattia di Aujeszky o Pseudorabbia è una delle più gravi cause di ingenti perdite economiche in allevamenti suinicoli in Europa, America del nord, America sud-orientale. Non è stata ancora diagnosticata in Australia e Giappone.

## Trattamento
Il trattamento è prevalentemente costituito dalla vaccinazione, infatti è obbligatorio in Italia la vaccinazione per i suini per questa malattia. Infatti con il DDS 3822/2014, riguardante il piano regionale di controllo ed eradicazione della malattia di Aujeszky, è stato varato un piano nazionale di obbligo di vaccinazione per i suini degli allevamenti da riproduzione, questo sotto l’indicazione dell’UE.